# Baranjsko-Bajska Srpsko-Mađarska Republika
Baranjsko-Bajska Srpsko-Mađarska Republika (mađarski: Baranya–bajai Szerb–Magyar Köztársaság) bila je privremena politička tvorevina (14. do 21. kolovoza 1921.) koju su proglasili pobunjenici.
Okupacija Pečuha i Baranje što ju je izvela srbijanska vojska 1918. izazvala je otpor radnika koji su bili odsječeni od revolucionarnih zbivanja u Mađarskoj. Nakon sloma pobune u Mađarskoj (kolovoz 1919.) veći broj emigranata sklonio se u Pečuh. Ojačani tim priljevom, radnici su, zajedno s građanskim snagama, preuzeli upravu grada. U smislu odredaba Trianonskog ugovora o miru, vojska Kraljevine SHS morala se 1921. povući iz dijela Baranje što je predan Horthyjevoj Mađarskoj. Na cijelome području proglašena je Baranjsko-Bajska Srpsko-Mađarska Republika, a za predsjednika je izabran slikar Petar Dobrović.
Prema Krležinoj ocjeni Baranjska republika bila je naivni, kratkotrajni ali »očajnički pokušaj jednog dijela mađarskog proletarijata da spasi jedno, ma i najneznatnije ostrvce od horthyjevskog bijelog terora«. Od samog početka, međutim, nije imala izgleda na uspjeh jer, osim mađarskih emigranata, »odioznih« kako Beogradu tako i ostalim međunarodnim faktorima, nije postojala snaga koja bi je poduprla. »Republika« je potrajala do dolaska Horthyjevih trupa, koje su slomile neorganizirani oružani otpor.